# Kabát FC
A Kabát FC az RTL focis reality műsora, melyben Kabát Péter és szakmai stábja arra vállalkozik, hogy három hét alatt egy kétballábas focicsapatot felkészít egy mérkőzésre.

## Története
2024 augusztusában az RTL egy bejegyzésben bejelentette, hogy Kabát Péter főszereplésével indul egy focis reality. 2024. augusztus 21-én bejelentették a premier dátumát, valamint azt is, hogy miről fog szólni a műsor.

## Szereplők
Elnök

Kabát Péter
Edzők

Kondás Elemér

Lencse László

Remili Mohamed

Sebők Vilmos

Simon Attila

Dušan Vasiljević

Völgyi Dániel
Játékosok

Budai-Kovács Marcell

Duan Wen-An Mario (Chino)

Hajdú Márk (Gróf úr)

Hajósi Ádám (Ronaldo)

Hamar István (Pityesz)

Herczku Máté

Kenderesi Dávid (Kendy)

Kollár Péter Zsolt (Pepe)

Kovács Richárd

Radics Zsombor

Szalay Zsombor (unikornis)

Szilasi-Hernandez Yuri

Tóth Péter

Vígh Kristóf
További szereplők

Sebestyén Balázs

Torghelle Sándor

Szoboszlai Imre

Remili Sarolta

Remili Stella

Remili Dennis

Simon Erika

Simon Lili

Simon Jázmin

El Karamy Yaszin (Edi)

Kovács Richárd (Elton)

Kreshnik Shehu (Nico)

Dorina Toçi (Dorina)

## A műsor menete
A műsor során a stáb és a szereplők felkészülnek egy mérkőzésre egy nem amatőr csapat ellen.

## Évadok
| Évad | Évad | Részek száma | Részek száma | Eredeti sugárzás    | Eredeti sugárzás     | Eredeti adó |
| Évad | Évad | Részek száma | Részek száma | Évadbemutató        | Évadzáró             | Eredeti adó |
| ---- | ---- | ------------ | ------------ | ------------------- | -------------------- | ----------- |
|      | 1.   | 15           | 15           | 2024. szeptember 2. | 2024. szeptember 20. |             |